# Tumbasee
Der Tumbasee (auch Lac Ntomba) ist ein je nach Wasserstand etwa 500 bis knapp 800 km² großer Flachwasser-See in der Provinz Équateur im Nordwesten der Demokratischen Republik Kongo.

## Beschreibung
Der maximal 6–8 m tiefe See liegt 40 km südlich der Stadt Mbandaka und etwas weiter nördlich des Mai-Ndombe-Sees etwa 15 km südöstlich des Flusses Kongo, mit dem er durch den Irebu-Kanal verbunden ist, auf einer Höhe von 340 m. Der See ist fischreich und hat mehrere Inseln. Die einzige Pistenverbindung zum See führt zum Ort Bikoro am Ostufer. Stanley entdeckte den See 1883.

## Ökologie
Die Umgebung des Sees beherbergt eine reichhaltige Fauna, unter den Primaten sind die Bonobos zu nennen. Im See gibt es über 110 Fischarten, darunter die endemische Buntbarschart Lamprologus tumbanus.

## Geschichte
Ein Fundort am See lässt auf eine jungsteinzeitliche Besiedlung und die „Tumbakultur“ schließen.